# Richmond Palace

Richmond Palace var ett kungligt residens 1327–1649, i Richmond i Surrey (nu i Greater London, Storlondon). Det första förtudorska palatset hette Sheen Palace.

## Medeltiden – Sheen Palace

### Normandisk tid
Henrik I bodde under en kort tid i the King's house i Sheanes (eller Shene eller Sheen).

### 1299till1495
År 1299 tog Edvard I "Skottehammaren" hela sitt hov till herrgården vid Sheen, en bit öster om bron, nära floden, och det blev ett kungligt palats. William Wallace ("Braveheart") avrättades i London 1305, och det var i Sheen som ombudsmännen från Skottland knäböjde för Edvard. Då gossekungen Edvard III besteg tronen 1327 gav han godset till sin mor Isabella. Nästan femtio år senare dog hans hustru Filippa av Hainaut. Edvard spenderade då över 2 000 pund på upprustning. Under arbetets gång avled dock även Edvard på godset 1377. År 1368 tjänade Geoffrey Chaucer som yeoman på Sheen.
Rikard II var den förste kung som gjorde Sheen till sitt huvudresidens. Han tog dit sin brud Anna av Böhmen. Tolv år senare ska Rikard ha varit så förkrossad över Annas död vid 28 års ålder, att han rev det. I nästan 20 år låg det i ruiner tills Henrik V började återuppbygga det 1414. Henrik grundade även ett kartusiankloster där. Olika kungliga släktingar var bosatta på Sheen fram till branden 1497 under Henrik VII:s tid.

## Tudor

### Henrik VII
Den 23 december 1497 förstörde en brand stora delar av (trä)byggnaderna. Henrik lät bygga upp det och gav det nya palatset sitt släktnamn Richmond. År 1502 ägde en trolovning rum här. Prinsessan Margareta, Henriks äldsta dotter trolovades med Jakob IV av Skottland. Från denna släktlinje skulle Huset Stuart så småningom uppstå. År 1509 avled Henrik VII på Richmond Palace. 

### Henrik VIII
Senare samma år firade Henrik VIII jul tillsammans med den första av sina sex fruar, Katarina av Aragonien. Under de kommande hundra åren från 1509 skulle julen komma att firas alltmer, med musik, dans, teater och festligheter. Julens tolv dagar firades knappt före 1500-talet, men då Elisabet I avled på Richmond 1603 var det väletablerat i hovkretsar.
Nästan ingenting återstår av tidigare byggnader. På 1520-talet införde kardinal Thomas Wolsey den nya renässansstilen på Hampton Court Palace, som bara låg några kilometer från Richmond och Henrik blev mäkta avundsjuk. Vid Wolseys fall konfiskerade han det.

### Maria I
Maria I gifte sig med Filip II av Spanien 1554. Fyrtiofem år efter att hennes mor Katarina av Aragonien tillbringat julen på Richmond, tillbringade hon sin smekmånad där och i Hampton Court. Senare samma år hölls prinsessan Elisabet (senare drottning Elisabet I) fånge på Richmond.

### Elisabet I
Då Elisabet blivit drottning tillbringade hon mycket tid på Richmond – hon tyckte om att jaga kronhjortar där, och det var till Richmond som Walter Raleigh tog sin nyupptäckta tobak och potatis från den nya världen. Elisabet avled på Richmond Palace den 24 mars 1603.

## Stuart
Kung Jakob I föredrog ett annat palats, men Karl I använde tidvis palatset som jaktslott. Karl I gav slottet till sin hustru drottning Henrietta Maria, som använde det som bostad åt kungabarnen. Efter Karl I:s avrättning 1649 konfiskerades palatset genast av parlamentet som gav order om en värdering. Över de följande tio åren revs palatset.